# Rodolfo Neri Vela
Rodolfo Neri Vela (Chilpancingo, 19 de fevereiro de 1952) é um astronauta, engenheiro, e o único mexicano a ter ido ao espaço até hoje. 
Especializado em sistemas de telecomunicações e radiação eletromagnética, Vela trabalhou no México fazendo pesquisas em design de sistemas de antenas, sistemas de comunicação de satélites e tecnologia em estações terrestres de rastreamento de satélites.
Foi ao espaço em 26 de novembro de 1985 a bordo do ônibus espacial Challenger na missão STS-61-B onde durante sete dias a tripulação da nave colocou três satélites de comunicação em órbita – um deles mexicano – realizou Atividades extra-veiculares de seis horas de duração, para demonstrar novas técnicas de construção de estações espaciais usando novos experimentos desenvolvidos e na qual Vela realizou diversas experiências em gravidade zero para o governo mexicano.